# Kana ramificata
Kana ramificata är en insektsart som beskrevs av William Lucas Distant 1908. Kana ramificata ingår i släktet Kana och familjen dvärgstritar. Inga underarter finns listade i Catalogue of Life.